# Wangenheimia lima
Wangenheimia lima är en gräsart som först beskrevs av Carl von Linné, och fick sitt nu gällande namn av Carl Bernhard von Trinius. Wangenheimia lima ingår i släktet Wangenheimia och familjen gräs. Inga underarter finns listade i Catalogue of Life.